# Обдорське князівство
Обдорське князівство — північнохантиське політичне об'єднання у гирлі річки Об. Була сусідом ненецьких племен та Ляпинського князівства. Тривалий час боролася проти загарбань з боку Новгородської республіки та Московської держави. Емблемою (тотемом) цього князівства була лисиця.

## Історія

### Період незалежності
Столицею князівства було містечко Пулноват-вош. Поступово воно перейшло від родинного об'єднання до протодержави. Консолідація хантів та їх союзників, ненців, була зумовлена небезпекою з боку Новгородської республіки. Перший відомий конфлікт відбувся в 1364 році, коли новгородські воєводи Олександр Абакумович і Степан Ляпа проникли до низин Обі. Вже напочатку XV століття Обдорське князівство все більше нагадувало державу. При цьому воно зуміло зберегти власну незалежність, для зміцнення якої обдорські володарі укладали союз з Ляпинським князівством. У цей період основним ворогом обдорських хантів було агресивне Кодське князівство. Обдорське князівство постійно страждало від набігів кодичів.
У 1470-х роках формально визнало владу Тюменського ханства. У 1480-х роках Обдорське князівство допомагало іншим Югорським князівствам боротися проти зазіхань Великого князівства Московського. Лише в 1500 році обдорські князі визнали над собою зверхність Московії. Цьому факту московити придавали велике значення, про що свідчить внесення титулу князя Обдорського до переліку титулів великого князя Московського Івана III.
У 1563 році Обдорське князівство для захисту від набігів Кодського князівства визнало свою залежність від Кучума, володаря Сибірського ханства. Після поразки останнього від загонів Єрмака, залежність обдорців від сибірських татар зникла. Надалі обдорські князі намагалися не втручатися у війни з московитами. У 1585 році підтвердила залежність від Московського царства.
У 1593 році зазнало поразки від московсько-кодських загонів. В результаті на місці містечка Сумгут-ваш воєводою М.Траханіотовим було засновано Березівський остріг. Ханти та мансі, що залежали перш від м. Вимі, були приписані до нового містечка. З Березова був зроблений похід службових людей і кодських хантів в пониззя Обі, під обдорське місто Вой-кара, звідки були приведені в Березов кілька бранців. У 1595 році на місці столиці Пулноват-вош московити заснували Обдорський остріг (майбутній Обдорськ) — з мови комі значить Приобський. З цього моменту Обдорське князівство територіально належало Березовському повіту та підкорялося тамтешньому воєводі.
У 1600 році обдорський князь Василь організував засідку проти мангазейської експедиції князя Мирона Шаховського, яку було успішно побито. В результаті обдорці знову стали фактичними хазяями на своїх землях.
У 1601 році московський цар Борис I офіційно визнав володарем всієї Обдоріі до берегів Льодовитого океану Василя, поставивши йому в обов'язок в Оборських містечках і волостях ясашних людей відати, і державця ясак збирати. Тоді ж Мамрук, син князя Василя, отримав царську жалувану грамоту, яка затверджувала його князівська гідність і спадкоємність у правах батька. У 1605 році Мамрук повстав проти влади Москви, але зазнав поразки. У 1606 році Василь та його син Мамрук отримали від московського царя Василя IV грамоти із підтвердженням їх статусу. Проте у 1607 році Василь Обдорський разом з ляпинськими, сургутськими хантами, пелимськими мансі брав участь у змові проти московитів. Із загоном у 2 тис. вояків взяв в облогу Березов, але завдяки підтримці кодського князя Онжи Юр'єва повстання було придушено, а Василя Обдорського разом з ляпинським князем Шатров Лугуєвим страчено у Березові. Проте титул Обдорських князів зберіг син Василя — Мамрук.
У 1609 році князь Мамрук з обдорськими та ненецькими загонами в союзі з кодською регентшею Анною Пуртеєвою, за підтримки кондинських, Сургутских хантів та тобольських татар намагався повалити владу Московії в Югорських землях, проте марно. З цього моменту остаточно стало залежним від Московії.

### Під владою Москви
Обдорські князі, які вимушені прийняти хрещення з метою збереження особистої влади, залишалися вірними «вірі батьків». Самоїдські (ненецькі) походи проти «невірних» (московитів), очолювані обдорськими князями, відбулися по всьому Березовському повіту. Під захист князя в Княжі юрти стікалися ханти та ненці, що не побажали прийняти хрещення. Обдорське князівство стало оплотом поганської віри. Вже тоді чітко окреслилася грань, що розділила північних хантів на «поган» (північну групу) і «християн» (південну групу).
У 1631 році обдорський князь Мамрук підюжував ненців атакувати московитську колонію Мангазею, чим зумів завдати московитам значний збиток. Лише втручання значних сил московитів та їх союзників поклала край таким нападам. Надалі сини Мамрука — Молік та Єрмак постійно організовували напади на московських купців, збирачів ясака, остроги.
У 1662–1663 роках Єрмаком Мамруковим була зроблена спроба організації великого виступу проти московитів. До коаліції були залучені практично всі волості Березовського повіту що колись були самостійними князівствами. Своєю столицею обдорський князь збирався зробити Березов. Проте змову було викрито, а Єрмака повішено у Березові. Це була остання спроба скинути московське панування.
У 1679 році обдорський князь Гинда Моліков отримав право від царя Федора III звертатися напряму до Москви в обхід Тобольського воєводи. Після нього князем стає син Гинди — Тайша, що став засновником роду Тайшиних.
На початку XVIII ст., коли на всій іншій території Приоб'я вже розгорталася боротьба за «істинну віру» (християнізація), в Обдоріі ще повною мірою не завершилося військове підпорядкування тубільців, особливо кочових тундрових ненців. Північні ханти та ненці сприйняли християнізацію як новий виток війни — для них «епоха Лещинського» (українця Філофея Лещинського, митрополита Сибірського та Тобольського) стало продовження «епохи Єрмака».
З середини XVIII ст. Обдорське князівство поступово ставало опорою Москви у поширенні адміністративного впливу Російської імперії серед кочових північних хантів та ненців. Політика управління ненцями за посередництвом обдорських князів Тайшиних протягом декількох століть виявлялася найефективнішим методом управління «немирних», «злодійських» ненців. У 1730-х роках обдорські князі остаточно перейшли на бік Москви, вступивши у конфлікт з ненцями, з якими боролися до 1760-х років. В цей час обдорські князі є владою лише над власними володіннями та були лише символом збереження старовинних традицій. Тоді ж Російська імперія остаточно опанувала ці землі. Надалі княжий рід зберігав лише титул князя, який кожен новий спадкоємець повинен був отримувати на його підтвердження грамоту від російського імператора. Останнім був Іван Матвійович Тайшин, що помер за часи володарювання імператора Миколи I.

## Географія
Центр Обдорського князівства розташовувався в гирлі Обі. На заході його кордони досягали Полярного Уралу, на півночі доходили до півострова Ямал, на сході — до Надима. На півдні межувало з Ляпинським князівством. Це теперішня територія Шуришкарського та Приуральського районів Ямало-Ненецького автономного округа.

## Вірування
Тривалий час обдорські князі, знать, вояки та ясачні люди наслідували поганську віру у вигляду шаманізму або анімізму. Перший з обдорських князів, хрещений 1600 року у Москві в царювання Бориса Годунова, отримав ім'я Василь. Тобольському єпархіальному цивільному начальству було наказано влаштувати в Обдорську храм, який зведено в 1602 році в ім'я Св. Василія святителя Кесарії Каппадокійського.
Проте нащадки Василя Обдорського — від Мамрука до Тайши залишалися поганами. При цьому всіляко протидіяли поширенню християнства на своїх та ненецьких землях. Ще у 1718 році князь Тайша Гиндін відправляв каральні загони проти хрещених хантів. Лише сини останнього перейшли у християнства. Саме з 1730-1740-х років відбувається справжня християнізація цього населення.

## Економіка
Основу господарства складало полювання та риболовля (річкова та морська). Мали риболовну флотилію (з простіших суден), щоб виходи у море. Ясак залежних народів сплачувався обдорським князям у вигляді цінного хутра тварин (лисиця, соболь). Через посередників торгували хутром, шкірами та рибою з Сибірським ханством та Новгородською республікою, згодом великим князівством Московським. Водночас активно торгували з північно-західними та північно-східними ненцями. Торгівля та зберігання ясака відбувалася у містечках Пулноват-ваш (Носовий), Войкар (Ночний), Уркар (Білий), з яких Пулноват-ваш (або Пулін-авут-вош) як столиця князівства був місцем зберігання скарбниці, а Войкар був відомим як центр торгівлі з ненецькими племенами.

## Князі, визнані Москвою
- Василь (1601–1607)
- Мамрук Васильович (1606-після 1631)
- Молік Мамруков ()1630-1640-ві)
- Єрмак Мамруков (1650-ті—1663)
- Гинда Моліков (1663—1670-ті)
- Тучабалда (?)
- Тайша Гиндін (1710-ті)
- Матвій Тайшин (1767-?)
- Яків Матвійович Тайшин
- Матвій Якович Тайшин
- Іван Матвійович Тайшин (?-1854)